# Snerle (Convolvulus)
 For alternative betydninger, se Snerle. (Se også artikler, som begynder med Snerle)
Snerle (Convolvulus) er en slægt med flere end 200 arter, som er udbredt i det meste af verden. Det er en- eller flerårige urter eller buske. Stænglerne er svagt furede og ofte beklædt med hår. Bladene sidder spredtstillet, og de er hele med lappet eller hel rand. Blomsterne sidder enkeltvis eller i små stande fra bladhjørnerne. De er regelmæssige og 5-tallige med sammenvoksede kronblade. Kronen er bæger- eller tragtformet med hvide, rosa, violette eller blå kronblade, der har en mere eller mindre tydelig stribe langs midten. Frugterne er tokamrede kapsler med op til fire frø.
| Beskrevne arter |

- Agersnerle (Convolvulus arvensis)
- Sølvsnerle (Convolvulus cneorum)
- Busksnerle (Convolvulus dorycnium)
- Madeirasnerle (Convolvulus massonii)
- Afrikasnerle (Convolvulus mauritanicus)
- Blå snerle (Convolvulus sabatius)
- Jomfruskørt (Convolvulus tricolor)

| Andre arter |

| - Convolvulus althaeoides - Convolvulus angustissimus - Convolvulus arvensis - Convolvulus assyricus - Convolvulus boissieri - Convolvulus calvertii - Convolvulus calycina - Convulvulus canariensis - Convolvulus cantabricus - Convolvulus capensis - Convolvulus cataonnicus - Convolvulus chilensis - Convolvulus compactus - Convolvulus equitans | - Convolvulus erubescens - Convolvulus eyreanus - Convolvulus floridus - Convolvulus fractosaxosa - Convolvulus graminetinus - Convolvulus hermanniae - Convolvulus holosericeus - Convolvulus humilis - Convolvulus incanus - Convolvulus lineatus - Convolvulus nodiflorus - Convolvulus ocellatus - Convolvulus oleifolius - Convolvulus pentapetaloides | - Convolvulus persicus - Convolvulus phrygius - Convolvulus pilosellifolius - Convolvulus remotus - Convolvulus scammonia - Convolvulus secundus - Convolvulus scoparius - Convolvulus siculus - Convolvulus suffruticosus - Convolvulus tricolor - Convolvulus verecundus - Convolvulus waitaha - Convolvulus wallichianus |